# Jazavica
Jazavica – wieś w Chorwacji, w żupanii sisacko-moslawińskiej, w mieście Novska. W 2011 roku liczyła 398 mieszkańców.